# 阿部浩士
阿部 浩士（あべ ひろし、1990年7月20日 - ）は、日本の元ラグビー選手。

## プロフィール
- 宮城県出身[1]。
- ポジションはプロップ(PR)。
- 身長 176cm、体重 104kg
- ニックネームはアベちゃん。
- 石巻市の実家は寿司屋を経営している。

## 略歴
2009年、仙台育英高校卒業後、東海大学に入る。
2013年、東海大学卒業後、パナソニック ワイルドナイツに加入。
2015年11月21日に行われたジャパンラグビートップリーグ第2節の近鉄ライナーズ戦にて途中出場で公式戦初出場を果たす。
2018年、現役を引退して家業を継ぐ。